# Friedebert-Tuglas-Novellenpreis
Der Friedebert-Tuglas-Novellenpreis ist ein estnischer Literaturpreis, der von Friedebert Tuglas 1969 gestiftet wurde und jeweils am 2. März eines Jahres für die beiden besten estnischen Novellen des Vorjahres verliehen wird.

## Entstehungsgeschichte
Friedebert Tuglas äußerte im Februar 1969 Paul Rummo gegenüber seinen Wunsch, 10.000 Rubel aus seinem Privatvermögen für einen Novellenpreis zur Verfügung zu stellen. Angesichts der in seinen Augen nicht sehr hohen Stiftungssumme sagte er dazu: „Du weißt ja, dass der finnische Schriftstellerverband mich gemeinsam mit Under für den Nobelpreis vorgeschlagen hat. Das wird natürlich nichts, aber sollte dies Wunder geschehen, dann würde auch dieses Geld in die Stiftungssumme für den Preis einfließen.“ Zunächst blieb das Anliegen im Räderwerk der sowjetischen Bürokratie stecken, die offenbar nicht wusste, wie sie mit einem solchen Präzedenzfall umgehen sollte. Nach einem Jahr Funkstille zog der erkrankte und verbitterte Tuglas sein Angebot enttäuscht zurück. Daraufhin erhielt er hohen Besuch von diversen Funktionären, die den Autor umstimmten, so dass der Preis erstmals am 2. März 1971, Tuglas’ 85. Geburtstag, verliehen werden konnte. Die Jury tagte auf Tuglas’ Wunsch bei ihm zu Hause. Nach der Auswahl der ersten beiden Preisträger, Jaan Kross und Paul Kuusberg, sagte Tuglas, dass auch er für die Novelle von Jaan Kross gestimmt hätte, die von Paul Kuusberg jedoch nicht kenne.
Die ursprüngliche Dotierung des Preises betrug 600 (1. Preis) und 400 (2. Preis) Rubel. Heute werden jedoch jährlich zwei gleichberechtigte Preise verliehen und die Autoren stets in alphabetischer Reihenfolge genannt. Die Jury wird jährlich vom Estnischen Schriftstellerverband und der Estnischen Akademie der Wissenschaften eingesetzt.

## Preisträger
1971
- Jaan Kross: Neli monoloogi Püha Jüri asjus. Tallinn 1970
- Paul Kuusberg: Roostetanud kastekann. Looming 7/1970

1972
- Friedebert Tuglas (postum): Helloi maa. Looming 2/1971
- Jaan Kross: Pöördtoolitund. Looming 1/1971

1973
- Arvo Valton: Ohtlik leiutis, in: Õukondlik mäng. Tallinn 1972
- Rein Saluri: Mälu. Looming 4/1972

1974
- Heino Väli: Veri mullal. Looming 3/1973
- Mari Saat: Katastroof. Tallinn 1973

1975
- Uno Laht: Meie, tippkutid, üle kogu maakera, in: Bordelli likvideerimine. Tallinn 1974
- Mats Traat: Kohvioad. Tallinn 1974

1976
- Mati Unt: Via regia. Tallinn 1975
- Kersti Merilaas: Eilsete perest. Looming 8/1975

1977
- Juhan Peegel: Väekargajad. Looming 1/1976
- Betti Alver: Kõmpa. Looming 11/1976

1978
- Paul Kuusberg: Võõras või õige mees? Looming 9/1977.
- Teet Kallas: Tagasi suurte kivide juurde, in: Insener Paberiti juhtum. Tallinn 1977

1979
- Arvo Valton: Mustamäe armastus, in: Mustamäe armastus. Tallinn 1978
- Toomas Vint: Arthur Valdese lugu. Looming 11/1978

1980
- Jaan Kruusvall: Lõhn. Looming 10/1979
- Jaak Jõerüüt: Mr. Dikshit. Looming 4/1979

1981
- Rein Saluri: Lõimetishoole. Looming 11/1980
- Mihkel Mutt: Õpilane Fabian, in: Fabiani õpilane. Tallinn 1980

1982
- Aadu Hint: Tiina(d). Looming 2/1981
- Vaino Vahing: Machiavelli kirjad tütrele II. Looming 12/1981

1983
- Aino Pervik: Anna, in: Impuls. Tallinn 1982
- Asta Põldmäe: Kuumalaine. Looming 5/1982

1984
- Erni Krusten: Rio Grande. Looming 10/1983
- Toomas Vint: See nii ootamatu ja ebamugav surm, in: Tantsud Mozarti saatel. Tallinn 1983

1985
- Einar Maasik: Et rääkisin puudega?, in: Tere, Maria. Tallinn 1984
- Ülo Mattheus: Minu isa luulud, in: Sõna 7. Tallinn 1984

1986
- Mari Saat: Elsa Hermann, in: Õun valguses ja varjus. Tallinn 1985
- Andres Vanapa: Surnutele on ladu avatud. Looming 8/1985

1987
- Lehte Hainsalu: Selle talve isa. Vikerkaar 3/1986
- Jaan Undusk: Sina, Tuglas. Looming 2/1986

1988
- Rein Saluri: 5.3.53. Looming 5/1987
- Leo Anvelt (postum): Külm heldus, in: Uidang mitme tundmatuga. Tallinn 1987

1989
- Raimond Kaugver: Elupäästja. Edasi 27. Februar 1988
- Toomas Raudam: Lodus tiivad, in: Igavene linn. Tallinn 1988

1990
- Jaan Kross: Onu. Looming 12/1989
- Rein Taagepera: Livland, Leaveland. Looming 3/1989

1991
- Jaak Jõerüüt: Mr. Warma ja täiskuu valgus, in: Teateid põrgust. Tallinn 1990
- Madis Kõiv: Film. Vikerkaar 7/1990

1992
- Ilmar Jaks: Number 808. Looming 11/1991
- Jaan Kruusvall: Rännakul. Vikerkaar 11/1991

1993
- Madis Kõiv: Igavese physicuse elu. Looming 8/1992
- Ilmar Talve: Eraõpetlane Abraham Hintsa. Looming 7/1992

1994
- Ülo Mattheus: Buddha-mäng Borgesega päeval kell kaks. Looming 7/1993
- Eeva Park: Juhuslik. Looming 12/1993

1995
- Jaan Kross: Vürst, in: Järelehüüd. Tallinn 1994
- Asta Põldmäe: Vastu ööd. Looming 9/1994

1996
- Peeter Sauter: Kõhuvalu. Vikerkaar 8/1995
- Mats Traat: Võimu rist. Looming 10/1995

1997
- Jüri Ehlvest: Krutsiaania, in: Krutsiaania. Tallinn 1996
- Emil Tode (Tõnu Õnnepalu): Külma kondid. Vikerkaar 12/1996

1998
- Peeter Sauter: Tuimus. Vikerkaar 9/1997
- Andrus Kivirähk: Kunstnik Jaagup. Looming 2/1997

1999
- Mart Kivastik: Morn. Looming 1/1998
- Ervin Õunapuu: Väike Lilli Noarootsist. Looming 10/1998

2000
- Mehis Heinsaar: Liblikmees. Looming 8/1999
- Andres Vanapa: Kriipslugu. Looming 10/1999

2001
- Tarmo Teder: Kohtumine. Looming 11/2000
- Mati Unt: Nouvelle. Looming 2/2000

2002
- Mehis Heinsaar: Ilus Armin. Looming 10/2001
- Mats Traat: Kohtupeegel. Looming 7/2001

2003
- Ürgar Helves (Jüri Ehlvest): Hobune eikusagilt. Looming 1/2002
- Jaan Undusk: Armastus raamatu vastu, in: Puudutus. Tartu 2002

2004
- Ilmar Jaks: Armer Adolf, in: Pimedus. Tartu 2003
- Lauri Pilter: Teisik. Vikerkaar 12/2003

2005
- Madis Kõiv: Nuuma Aljla. Looming 12/2004
- Tarmo Teder: Viimase idealisti pildid. Looming 6/2004

2006
- Armin Kõomägi: Anonüümsed logistikud. Looming 4/2005
- Ülo Tuulik: Eri Klasiga Kielis. Sirp 7. Oktober 2005

2007
- Jürgen Rooste: Pornofilm ja pudel viina. Vikerkaar 6/2006
- Mats Traat: Sarviku armastus. Looming 11/2006

2008
- Mihkel Mutt: Siseemigrant, in: Siseemigrant. Tallinn 2007
- Andrei Hvostov: Sinised mäed. Looming 6/2007

2009
- Indrek Hargla: Minu päevad Liinaga. Looming 8/2008
- Jüri Tuulik: Tellikaatne, in: Räim, pisike kena kala: valitud lugusid ja toiduretsepte. Tallinn 2008

2010
- Mehis Heinsaar: Puhkehetkel. Looming 5/2009
- Sven Vabar: Musta lennuki kirik, in: Tartu rahutused. Tartu 2009

2011
- Maarja Kangro: 48 tundi. Looming 2/2010
- Urmas Vadi: Kuidas me kõik reas niimoodi läheme. Vikerkaar 12/2010

2012
- Kätlin Kaldmaa: Kui poisid tulid. Looming 12/2011
- Toomas Vint: Pettekujutelmade linnuparv, in: Kunstniku elu. Tallinn 2011

2013
- Kai Aareleid: Tango. Looming 4/2012
- Rein Raud: Ja tuleb kord. Looming 12/2012

2014
- Maarja Kangro: Atropose Opel Meriva. Vikerkaar 4-5/2013
- Madis Kõiv: Vikat, in: Uudisjutte tegelikust ning võimalikest maailmadest; nägemused ja uned. Tallinn 2013

2015
- Mart Kivastik: Õnn tuleb magades. Vikerkaar 12/2014
- Mait Vaik: Puhtus, in: Tööpäeva lõpp. Tallinn 2014

2016
- Maimu Berg: Awakenings. Looming 8/2015
- Jüri Kolk: Sünnimärk. Looming 10/2015

2017
- Mudlum (Made Luiga): Ilma alguseta, ilma lõputa, in: Linnu silmad. Tallinn 2016
- Urmas Vadi: Auhind. Vikerkaar 4-5/2016

2018
- Armin Kõomägi: Goglomov, in: Minu erootika saladus. 2017
- Lilli Luuk: Auk. Looming 2/2017

2019
- Tiit Aleksejev: Tõlkija. Looming 7/2018
- Jan Kaus: Õnnelik lõpp, in: Enne kui unisusest tuleb reegel. 2018.

2020
- P. I. Filimonov: Sebastian Rüütli tõehetk. Vikerkaar 1-2/2019
- Livia Viitol: Õpetajanna saabumine. Looming 11/2019

2021
- Lilli Luuk: Kolhoosi miss. Looming 3/2020
- Tauno Vahter: Taevas Tartu kohal. Looming 1/2020

2022
- Toomas Haug: Mustjala. Tõestisündinud lugu. Akadeemia 1/2021
- Piret Raud: Pink (erschienen auf Edasi.org)

2023
- Meelis Friedenthal: Abracadabra (erschienen in der Sammlung "Eesti nõid")
- Katrin Tegova: Teraslind (erschienen in Vikerkaar 12/2022)

2024
- Aliis Aalmann: Mina ei käinud siis veel koolis (erschienen in Looming 6/2023)
- Kai Kask: Vaba langemine (erschienen in der Sammlung "Üle tänava")